# Wolfgang Schwarz
Wolfgang Schwarz (ur. 14 września 1947 w Wiedniu) – austriacki łyżwiarz figurowy startujący w konkurencji solistów. Mistrz olimpijski z Grenoble (1968) i uczestnik igrzysk olimpijskich w Innsbrucku (1964), dwukrotny wicemistrz świata (1966, 1967), trzykrotny wicemistrz Europy (1966, 1967, 1968).
W grudniu 2002 roku Schwarz został skazany pod zarzutem handlu ludźmi po tym, jak sprowadził  do Austrii pięć kobiet z Rosji i Litwy, aby pracowały jako prostytutki. Został skazany na 18 miesięcy, ale wyrok został odroczony z powodu jego choroby (rak skóry). Po zwolnieniu z więzienia Schwarz sprzedał swój dom w Wiedniu rumuńskiej kancelarii prawnej, która wynajęła go rumuńskiemu biznesmenowi Andreiowi Șerbanowi. Wkrótce potem Schwarz zaangażował się w spisek mający na celu porwanie córki biznesmena, która tam mieszkała, w celu uzyskania 4 milionów dolarów okupu. Zatrudnił osobę trzecią do popełnienia przestępstwa, ale plan został wykryty przed jego wykonaniem. Schwarz został aresztowany w 2006 roku. Przyznał się do zarzutów, ale nie wyjaśnił motywów, które nim kierowały. W sierpniu 2006 roku został skazany na osiem lat więzienia.

## Osiągnięcia
| Igrzyska olimpijskie | 15 |   |   |   | 1 |
| Mistrzostwa świata   |    | 7 | 2 | 2 |   |
| Mistrzostwa Europy   | 7  | 5 | 2 | 2 | 2 |